# امانوئل بابایارو
امانوئل بابایارو (انگلیسی: Emmanuel Babayaro؛ زادهٔ ۲۶ دسامبر ۱۹۷۶) بازیکن سابق فوتبال اهل نیجریه است.
از باشگاه‌هایی که در آن بازی کرده‌است می‌توان به تیم ملی فوتبال نیجریه و باشگاه فوتبال بشیکتاش اشاره کرد.